# Assemblée provinciale du Kasaï-Oriental
Bureau définitif
Mbuji-Mayi
L'Assemblée provinciale du Kasaï-Oriental est l'organe délibérant de la province du Kasaï-Oriental, en République démocratique du Congo (RDC). Elle exerce un rôle clé dans la gouvernance provinciale, la législation locale et le contrôle de l'exécutif provincial.

## Historique
Créée à la suite de l'entrée en vigueur de la constitution de 2006, l'assemblée provinciale du Kasaï-Oriental incarne la décentralisation promue par la réforme institutionnelle en RDC. Elle remplace les anciennes structures centralisées, permettant une représentation directe des citoyens au niveau provincial.

### Siège
L'assemblée provinciale siège à Mbuji-Mayi, la capitale provinciale. Le bâtiment abritant l'Assemblée, situé au cœur de la ville, constitue un symbole de la décentralisation et de la démocratie locale. Il dispose d'une salle plénière, de bureaux administratifs et d'espaces dédiés aux commissions parlementaires.

## Corps et structure

### Membres
L'assemblée provinciale est composée de députés provinciaux élus au suffrage universel direct lors des élections provinciales. Le nombre de membres varie selon les législatures, mais il reflète la démographie et les divisions électorales de la province,,.

### Bureau de l'assemblée
Le Bureau est l'organe dirigeant de l'assemblée. Il est composé : 
- Du président[7],[8],[9],[10] ;
- Du vice-président[11],[12] ;
- D'un rapporteur ;
- D’un rapporteur adjoint et d’un questeur[13].

Ce bureau supervise les activités législatives, veille à la discipline parlementaire et coordonne les relations entre les députés et l'exécutif provincial.

## Rôles et missions
L'assemblée provinciale du Kasaï-Oriental exerce plusieurs fonctions essentielles :
- Fonction législative : Elle adopte les édits provinciaux, qui régissent divers aspects de la vie locale, notamment l'aménagement du territoire, les taxes provinciales et les services publics.
- Contrôle de l'exécutif : L'assemblée surveille les actions du gouvernement provincial, interpellant ses membres et votant des motions de censure si nécessaire[15].
- Représentation citoyenne : Les députés défendent les intérêts des électeurs et transmettent leurs préoccupations au niveau institutionnel.

### Commissions permanentes
L'assemblée comprend plusieurs commissions permanentes chargées d'étudier les projets de lois et les questions spécifiques à la province. Parmi les principales commissions, on trouve celles des finances, de l'économie, de l'aménagement du territoire, des infrastructures, de l'éducation et de la santé. Ces commissions jouent un rôle clé dans l'examen approfondi des dossiers avant leur soumission en plénière,,,.

## Défis et enjeux
L'assemblée provinciale du Kasaï-Oriental fait face à plusieurs défis, notamment :
- Manque de ressources : Les finances limitées et le manque d'infrastructures modernes freinent l'efficacité de l'institution.
- Décentralisation incomplète : La centralisation persistante des pouvoirs au niveau national limite l'autonomie et l'impact de l'assemblée provinciale.
- Conflits politiques : Les tensions entre groupes politiques au sein de l'assemblée et avec l'exécutif provincial perturbent parfois le fonctionnement normal des institutions.
- Développement économique : La province étant confrontée à de nombreux défis socio-économiques, l'assemblée doit trouver des solutions innovantes pour stimuler le développement, améliorer les infrastructures et répondre aux besoins de la population.

En dépit de ces défis, l'Assemblée provinciale du Kasaï-Oriental reste un acteur crucial dans la gouvernance locale et la promotion de la démocratie en République démocratique du Congo.